# Antoine Laurent Dantan
Pour les articles homonymes, voir Dantan.
Antoine Laurent Dantan, dit Dantan l'Aîné, né le 8 décembre 1798 à Saint-Cloud où il est mort le 25 mai 1878, est un sculpteur français.
Il est le frère du sculpteur caricaturiste Jean-Pierre Dantan, dit « Dantan le Jeune ».

## Biographie
Formé, comme son frère Jean-Pierre après lui, auprès de leur père sculpteur sur bois, Antoine Laurent Dantan entre à l'École des beaux-arts de Paris en 1816 et y suit les cours du sculpteur François-Joseph Bosio avant d'être récompensé par le prix de Rome en 1828.
Il reste surtout comme l'auteur de statues ornant certains monuments des villes de France, par exemple à Paris les statues de Jacques Lemercier et de Philippe Delorme pour la cour du palais du Louvre, ou la statue de l'archange Raphaël pour l'église de la Madeleine.
Le musée du Louvre conserve son Jeune baigneur jouant avec un chien (groupe en marbre de 1833) et l'Ivresse de Silène (bas-relief en marbre, Salon de 1868).
Il a réalisé aussi des statuettes de 20 à 60 cm en marbre ou en bronze comme le buste de Charles X en 1824, un petit buste de Bellini en 1832 ou encore la Jeune Napolitaine au tambourin.
Antoine Laurent Dantan meurt le 25 mai 1878 et est enterré à Paris au cimetière du Père-Lachaise (division 4), comme son frère, dans la concession familiale décorée par les deux frères (médaillons de Dantan Père et Dantan jeune par Antoine-Laurent et médaillons de Mme Dantan et de Dantan l'aîné par Jean-Pierre).
La lignée artistique des Dantan s'est prolongée avec Édouard Joseph Dantan, peintre connu pour des œuvres comme l'Atelier du sculpteur, Un entracte à la Comédie-Française ou Un coin du Salon.

## Œuvres dans les collections publiques
- Amiens, musée de Picardie : Madame de Mirbel, 1852.
- Arles : Lions de bronze au pied de chaque angle de l'obélisque d'Arles, 1829[2].
- Caen : Monument à François de Malherbe, 1847, envoyé à la fonte sous le régime de Vichy dans le cadre de la mobilisation des métaux non ferreux[3].
- Dieppe : Monument à Abraham Duquesne, 1844[4].
- Orléans, musée des Beaux-Arts : Buste d'Amélie de La Lande, 1841, marbre.
- Paris :
  - cimetière du Montparnasse, division 1, section 1 : sépulture de François Gérard, vers 1837.
  - cimetière du Père-Lachaise, division 4 : Tombe de la famille Dantan, tombeau antique à Caryatides.
  - Cirque d'Hiver: bas-reliefs[5].
  - hôtel de ville : Juvénal des Ursins, 1838, statue en pierre.
  - musée du Louvre :
    - Jeune Baigneur jouant avec un chien, 1833, groupe en marbre ;
    - L'Ivresse de Silène, Salon de 1868, bas-relief en marbre.

  - musée de la vie romantique : La Lecture, 1845, bronze.
- Versailles, château de Versailles :
  - Claude Louis Hector de Villars, statue ;
  - Statue du Le Dauphin de France, statue.
    - galerie des Batailles :
      - Alexandre Antoine Hureau, baron de Senarmont, buste ;
      - Jacques Desjardins, buste.

Œuvres d'Antoine Laurent Dantan
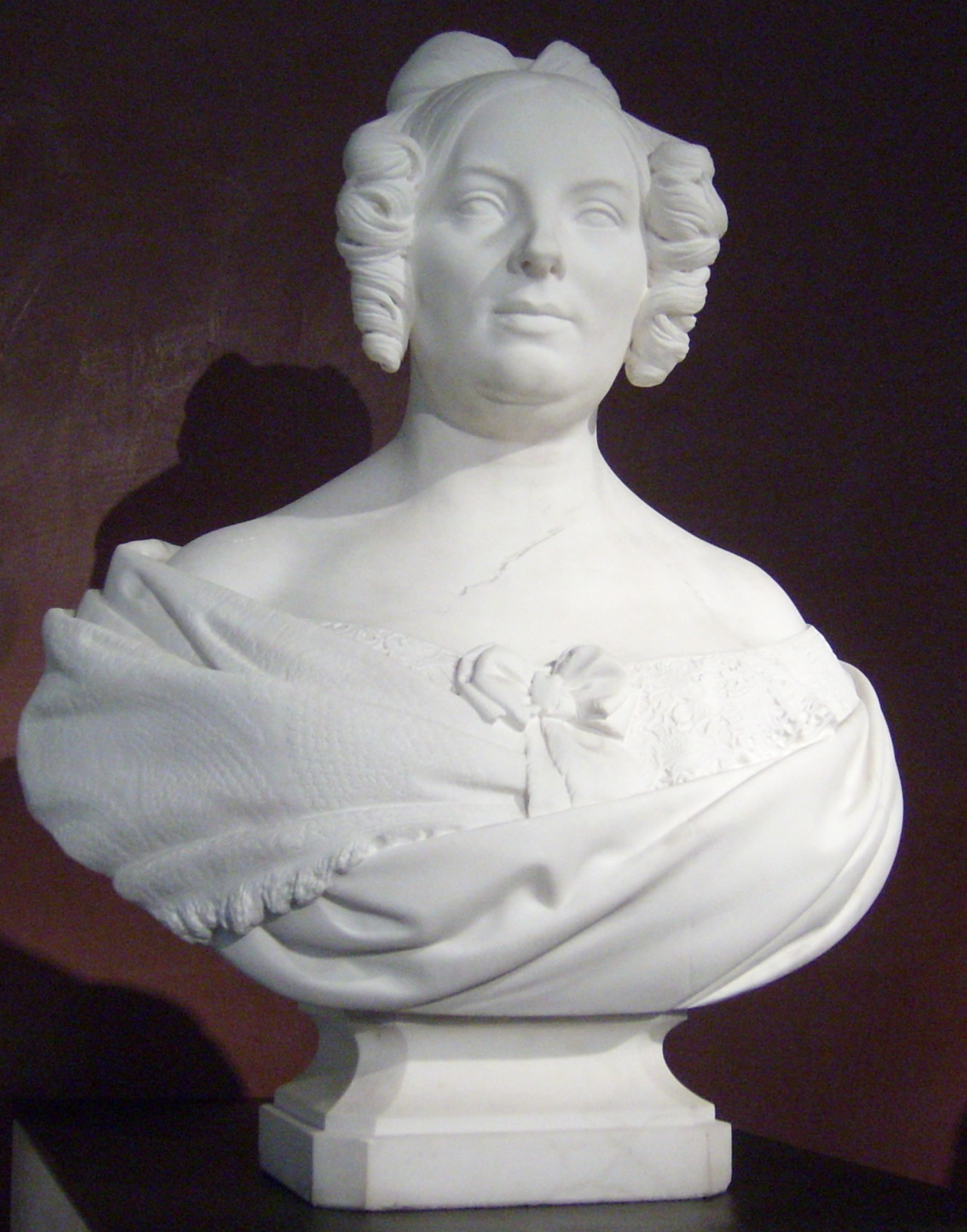
Buste de Madame de Mirbel au musée de Picardie à Amiens.
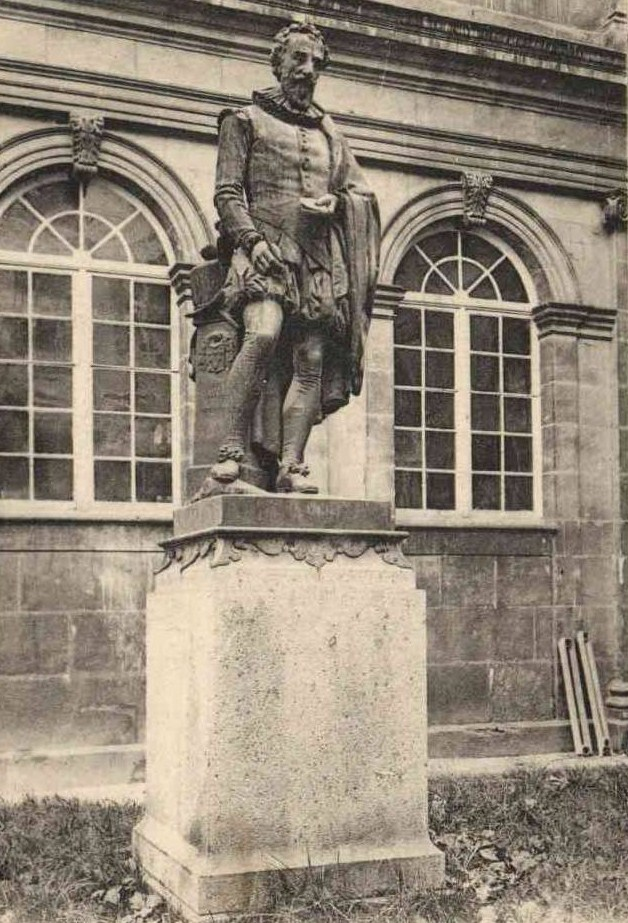
Statue de François de Malherbe devant le palais des facultés de Caen.
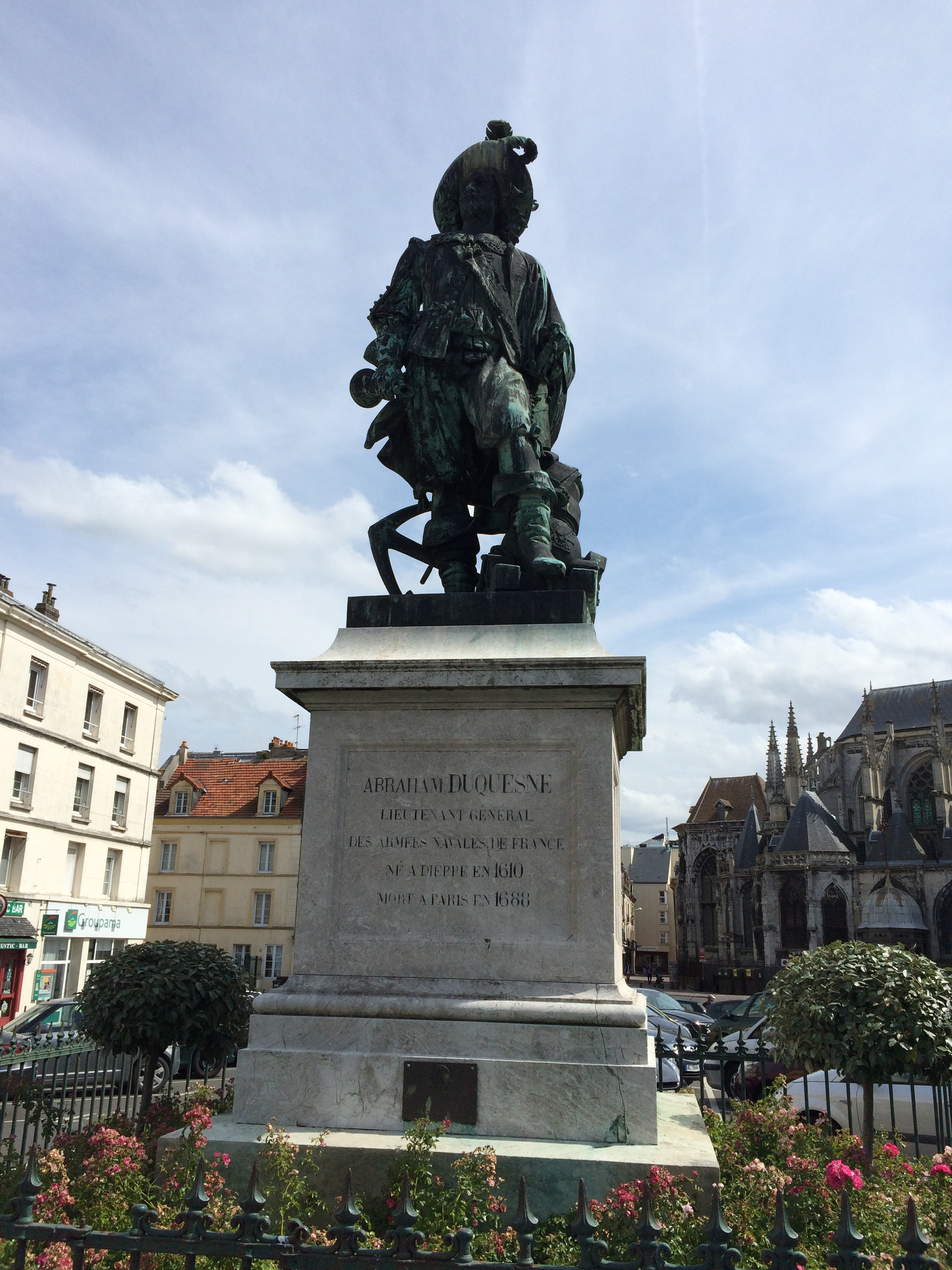
Statue d'Abraham Duquesne à Dieppe (Seine-Maritime).
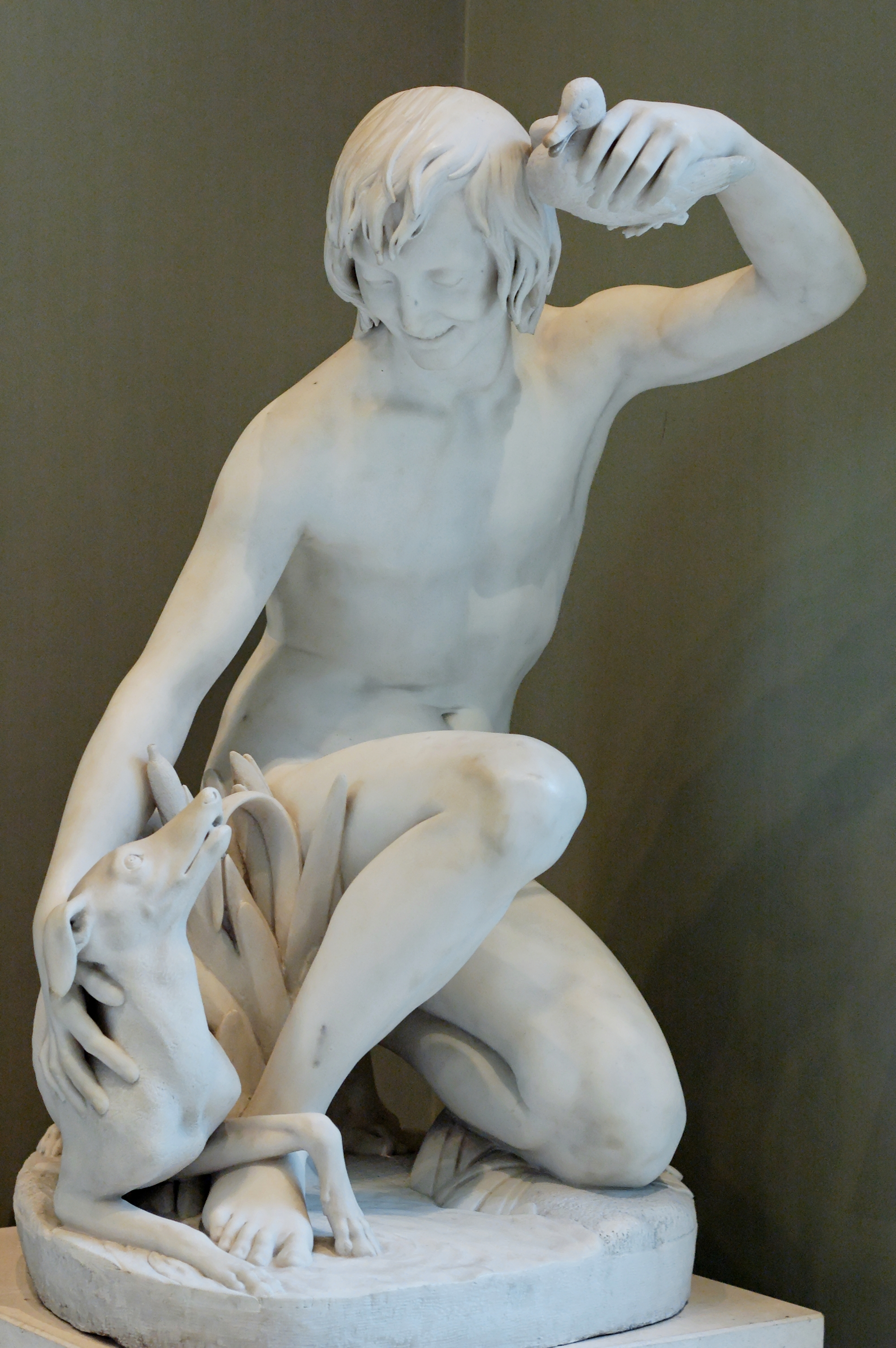
Jeune Baigneur jouant avec un chien au musée du Louvre.
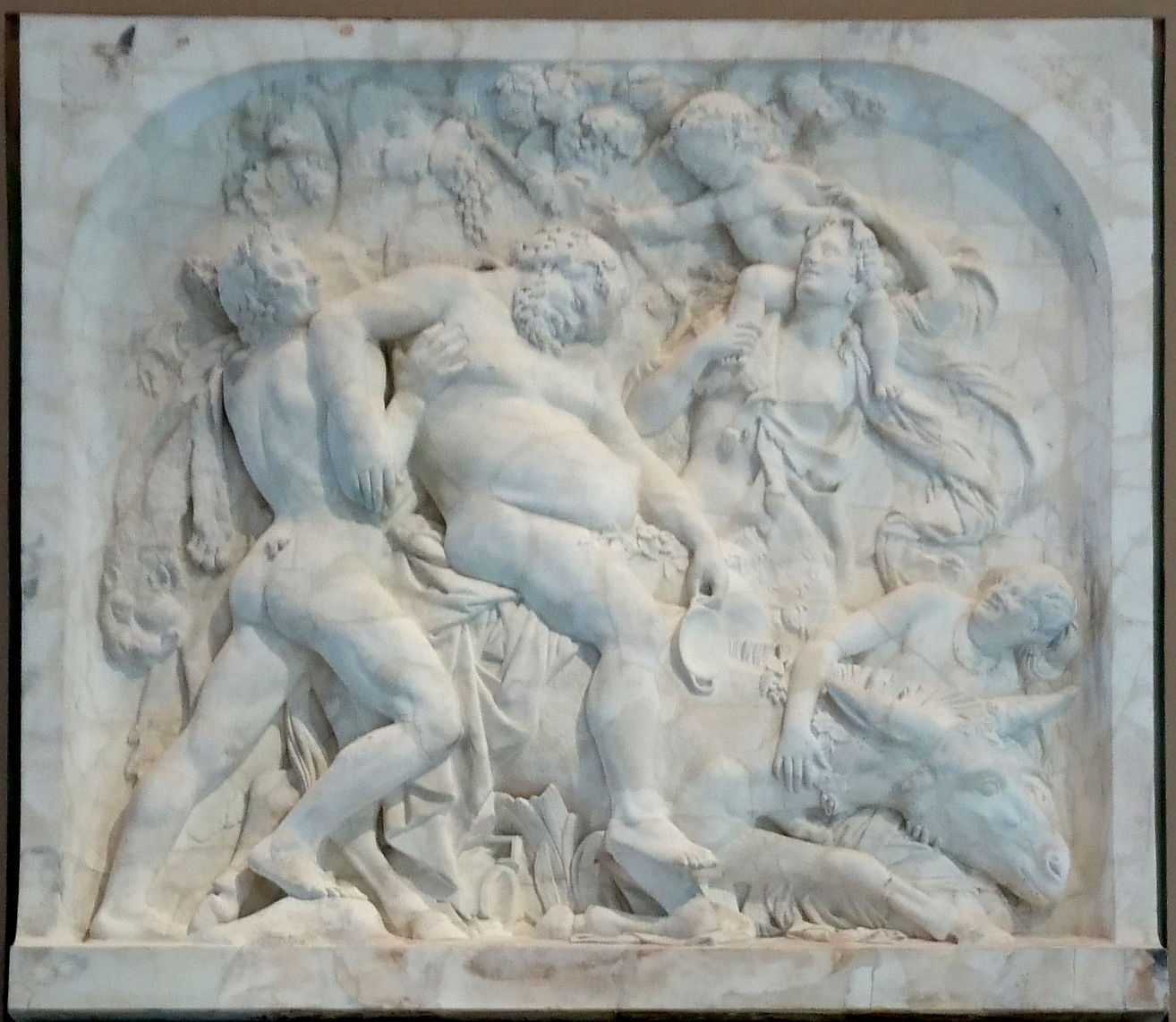
L'Ivresse de Silène au musée du Louvre.
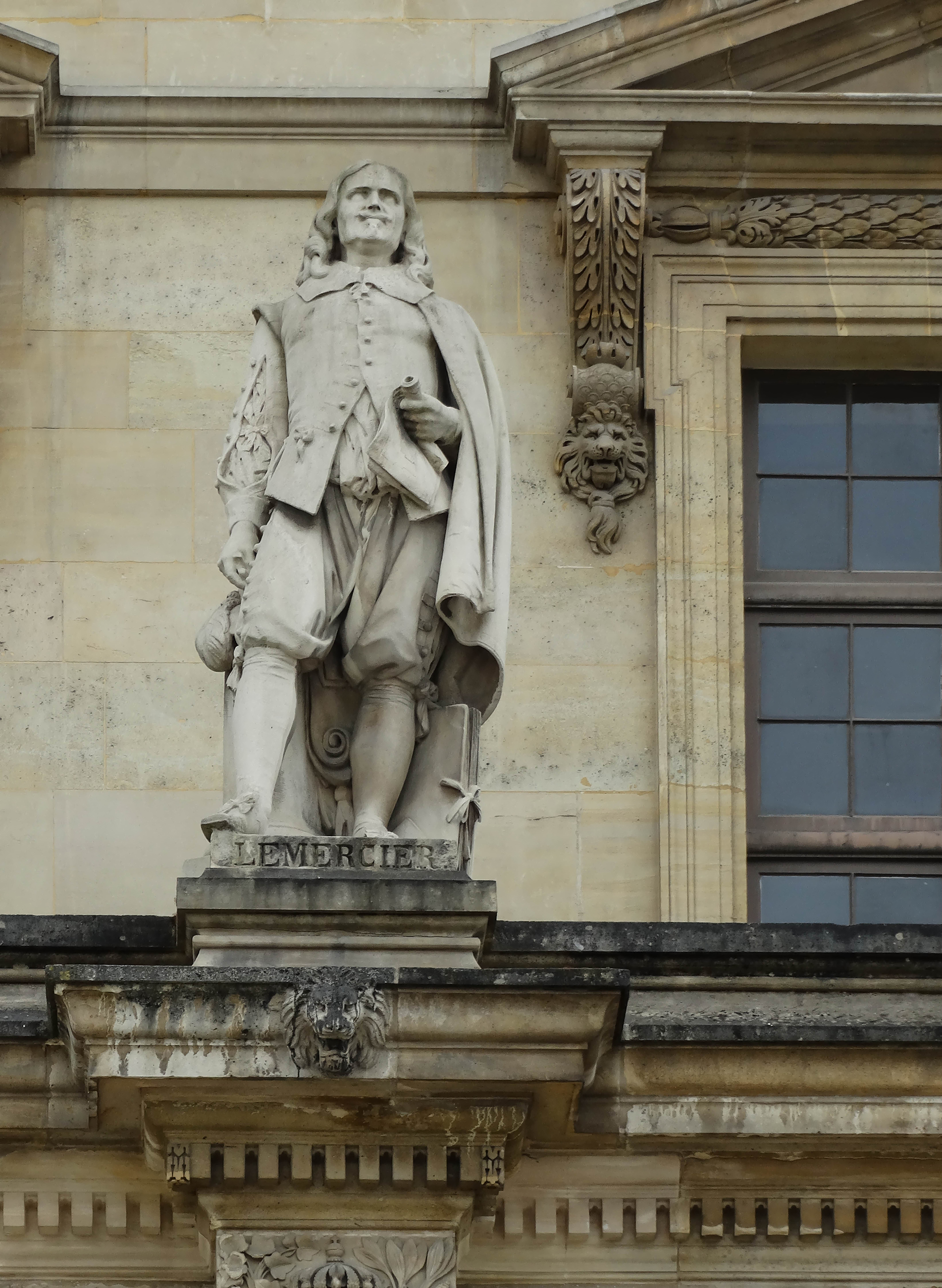
Statue de Jacques Lemercier sur la façade du palais du Louvre.
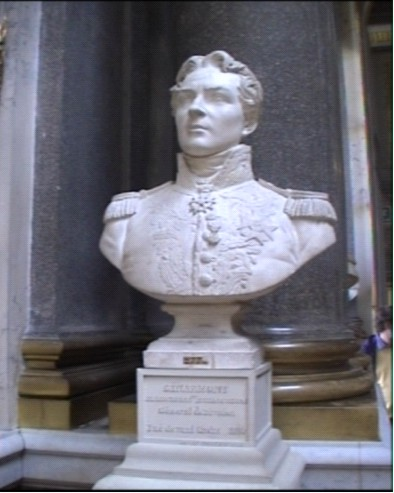
Buste d'Alexandre-Antoine Hureau dans la galerie des Batailles au château de Versailles.
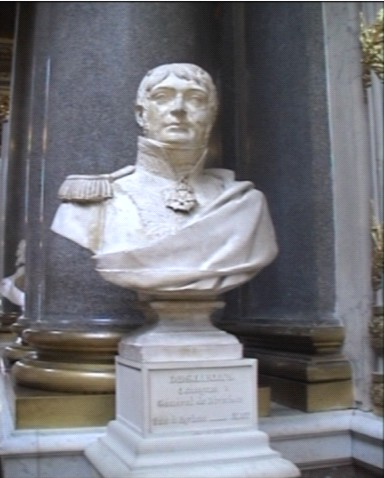
Buste de Jacques Desjardins dans la galerie des Batailles au château de Versailles.

## Élèves
- André-Joseph Allar (1845-1926), prix de Rome de 1869.
- Jean-Paul Aubé (1837-1916).

### Iconographie
- 1872, Portrait de son père en train de travailler à un buste de marbre, hst, par Édouard Dantan (1848-1897).